# Знакови предстојеће смрти
Знакови или знаци предстојеће смрти карактеришу сваку смрт која је изненадна, ма колико процес умирања био постепен. Смрт остаје једино што човек још није успео да победи. Сви ће умрети у једном тренутку. Али нема извесности када и како ће се то догодити.   Неки осећају огроман бол сатима пре него што умру, док други умиру за неколико секунди. Ова свест о приближавању смрти је најизраженија код људи са терминалним стањима као што је рак. Особа која се приближава смрти у наредних неколико минута или секунди ће осетити „глад  за ваздухом“ и имати бучне секреције док дише . 
Тешко је рећи шта умирућа особа доживљава када умире, јер та „тајна“ иде са њима. Чак и лекари прихватају чињеницу да је тешко предвидети када особа улази у последње дане или недеље свог живота.
Ови симптоми могу бити узнемирујући и за појединца који га доживљава и за њихове вољене. Боље разумевање како и када се ове физичке, емоционалне и духовне промене на крају живота дешавају, омогућавају пацијентима и њиховим најмилијима да се боље припреме и да се снађу у овом изазовном времену. 

## Најчешћи физички знаци краја живота
Иако можда не постоји сигуран начин да се припремимо да видимо вољену особу како умире,  ипак постоје одређени знаци предстојеће смрти који се могу препознати и помоћи да се умирућој особи приступи саосећајније и на одговарајући начин. У те знаке спадају:
У наставку су описани физички симптоми који с могу приметити код пацијената који се приближавају смрти. Разумевањем ових физичких промена, омогућава неговатељима да пруже већу удобност, задрже достојанство и пруже љубав и подршку умиручој особ и током ове транзиције. 

#### Хладноћа
Симптом „хладноће“ односи се на приметно смањење телесне температуре особе која се приближава смрти. Овај пад температуре често се манифестује као осећај хладноће у екстремитетима, као што су шаке, руке, стопала и ноге. Поред тога, боја коже се може променити и  постати мрљаста. Хлађење тела је природни део процеса умирања и дешава се када се циркулација у телу успорава а функција  виталних органа почиње да се гаси.

#### Смањење енергије
Чини се да особа која се ближи смрти има значајну слабост и смањену издржљивост, што је вероватно због промена које се дешавају у њиховом телу током процеса умирања, дејства лекова или смањеног апетита.
Особа можда жели да се не помера или чак да седи, а можда ће више волети да спава дуге сате или само да лежи нпомично у свом кревету. Једноставни задаци као што су пресвлачење или једење могу учинити да се умируће особе осећају исцрпљено.

#### Грозница
Повећање телесне температуре је уобичајено. Грозница на крају живота може настати због различитих фактора, укључујући основне инфекције, упале или метаболичке промене. Иако грозница не мора да указује на тешку болест или нелагодност.

#### Губитак апетита и жеђи
Многи људи показују смањено интересовање за храну када су близу смрти. Особа у последњим данима свог живота често одбија храну и једе све мање, а често  могу престати да пију воду и друге течности.
Смањење апетита и уноса течности може бити узроковано различитим разлозима као што су слабост, метаболичке или биохемијске промене у телу и лекови.
Ово смањење апетита и жеђи је уобичајена појава јер системи тела почињу да се гасе у припреми за процес умирања. Тело природно чува енергију док се приближава крају живота, преусмеравајући ресурсе даље од активности као што су једење и пиће, што може довести до губитка телесне тежине. Ово не само да је нормално, већ има и сврху очувања енергије појединца за задатак којису пред њом.

#### Смањено интересовање за околину
Људи који су близу смрти губе интересовање за дружење или чак разговор са људима око себе. Они могу изгледати повучени у себи.

#### Промена у дисању
Обрасци дисања пре смрти се обично мењају. Овај симптом укључује промене у обрасцу и ритму дисања како се тело приближава последњим фазама живота. Промене могу укључивати Чејн-Штоксово дисање или плитко дисање са периодима без дисања од неколико секунди до једног минута, као и брзо, плитко дахтање. Ови обрасци су уобичајени и указују на смањење циркулације како се тело гаси.

#### Загушење
Због проширења дисајних путева накупљеним секретом, дисање може имати звук пуцкетања или звецкања, познатог као самртничка звечка и може допринети отежаном дисању и нелагодности.  Ови звуци могу бити гласни и узнемирујући. Важно је напоменути да загушење или смртоносна звечка не указују на почетак јаког бола.  

#### Промена свести
Пошто процес умирања утиче на мозак, особа која умире може имати смањену свест. Могу се појавити у дубоком сну и тешко им је да се пробуде, а могу осетити бол на додир, али не могу то изразити. У овој фази умирућа особа нас чује јер је слух последње чуло које треба да нестане.  Неки могу чак и у кому и никада се више не пробуде. 
Особа може имати измењене чулне перцепције као што су заблуде, илузије и халуцинације. Заблуда је када особа има лажно и непоколебљиво уверење. Генерално, виде се илузије прогона (особа осећа да људи желе да јој науде) и величине (особа осећа да има огроман ауторитет или моћ). Они могу да чују, виде или осете оно што не постоји (халуцинације) или погрешно перципирају звукове или предмете (илузије).

#### Промене у функцији црева и бешике
Због промене у функцији црева и бешике може доћи до губитка контроле функције црева и мокрачне бешике. Неки људи могу развити задржавање мокраће  или имати њено минимално излучивање. Док неки појединци који се приближавају смрти имају пролив (дијареју), док други могу имати затвор (опстипацију).

## Веза између клиничких знакова умирања и предстојеће смрти
Истраживањима је утвржено да постоји директна веза између броја клиничких знакова умирања и смрти:
- Особе са два клиничка знака умирања имале су 40% шансе да умру у наредна три дана
- Особе са осам клиничких знакова умирања имале су више од 80% шансе да умру у наредна три дана

Како вероватноћа смрти у наредна три дана расте са бројем присутних знакова краја живота, лекари имају обавезу да ажурирају план неге како знаци краја живота ескалирају.

## Колико дуго траје активна фаза умирања?
Активна фаза умирања обично траје око три дана након отприлике тронедељне преактивне фазе умирања.
Типични симптоми укључују нереаговање и значајан пад крвног притиска.

### Разлика између транзиције и активног умирања
Транзиција и активно умирање су две различите фазе на крају живота.
Транзиција
Транзиција је почетна фаза умирања у којој пацијентов пад постаје евидентан. Током овог времена, умирућа особа може показати приметне промене у физичким и когнитивним функцијама, као и емоционално повлачење.
Активно умирање
Активно умирање је фаза која непосредно претходи смрти и коју карактерише значајан пад укупног стања пацијента. Често је праћено симптомима као што су нереаговање и пад крвног притиска.
Ова диференцијација помаже неговатељима и медицинским радницима да разумеју и на одговарајући начин одговоре на потребе пацијената током овог деликатног периода.

## Емоционални знаци смрти
Клинички показатељи и симптоми нису једини знаци предстојеће смрти. Анализа емоционалних знакова такође може расветлити статус пацијента на крају живота. Неки од ових знакова укључују:
- продужено стање претераног умора, сна, кататоничног изгледа
- конфузија и/или дезоријентација; па умирућа особа чује или види људе и догађаје који нису видљиви или нису присутни
- друштвено повлачење и одвојеност
- жеља да се изврши ревизија живота или реши нешто нерешено
- жеља да се фокусира на планирање сахране

## Неки од знакова смрти које може уочити особа поред особе на самрти
Пре него што лекар потврди да је пацијент умро, особа присутна поред особе  на самрти може уочити неке од следечихн знакова смрти:
- престанак откуцаја срца,
- престанак дисања,
- фиксација очних јабучица,
- делимично отворени капци.